# Epimery
Epimery – diastereoizomery różniące się konfiguracją przy jednym i tylko jednym centrum chiralnym. W chemii węglowodanów pojęcie epimerów bywa zawężane do pary diastereoizomerycznych aldoz o przeciwnej konfiguracji przy atomie węgla 2 (tak zdefiniowane epimery w reakcji z fenylohydrazyną dają ten sam osazon).
Epimerami według definicji ogólnej są np. pary:
- D-glukoza/D-mannoza oraz L-glukoza/L-mannoza
- D-glukoza/D-galaktoza oraz L-glukoza/L-galaktoza
- D-galaktoza/D-taloza(inne języki) oraz L-galaktoza/L-taloza
- D-mannoza/D-taloza oraz L-mannoza/L-taloza

Podkreślone pary są epimerami także według wąskiej definicji stosowanej zwykle dla węglowodanów.

D i L glukoza
D i L mannoza
D i L galaktoza
D i L taloza

Reakcja prowadząca do zmiany konfiguracji absolutnej przy atomach węgla prowadząca do przemiany jednego epimeru w drugi nazywana jest epimeryzacją. Węglowodany różniące się konfiguracją przy anomerycznym atomie węgla są zarówno anomerami, jak i epimerami, a proces ich epimeryzacji nosi nazwę anomeryzacji i zachodzi w łagodnych warunkach:

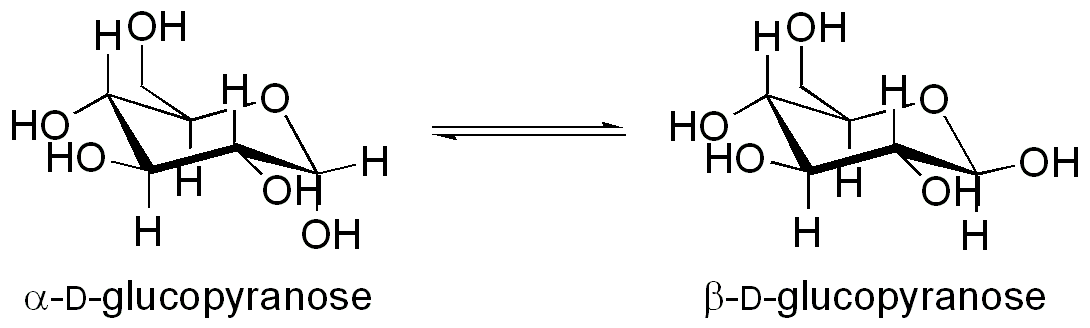
Epimeryzacja anomerów α i β glukozy